# 吉田政幸
吉田 政幸（よしだ まさゆき、1935年2月11日 - 2003年9月24日）は、日本の化学者・図書館情報学者。

## 略歴
静岡市生まれ。1953年、静岡県立静岡城内高等学校卒業。1957年、東京大学理学部化学科卒業。1962年、同大学院博士課程修了、理学博士。東京大学理学部助教授を務めたのち、物理有機化学から図書館情報学に転じ、図書館情報大学教授となり、1991年、副学長、1995年、学長。再選、再々選され、7年間学長を務めた。2002年、定年退官、名誉教授。

## 著書
- 『有機反応論入門』サイエンス社 1978
- 『分子軌道法をどう理解するか』東京化学同人 1979
- 『分類学からの出発 プラトンからコンピュータへ』1993 中公新書

### 共編著
- 『現代の有機化学実験』末広唯史,徳丸克己共編 技報堂 1971
- 『化学研究のための情報開発』中山伸一共著 講談社 1987
- 『図書館情報学の創造的再構築』山本順一共編 勉誠出版 2001
- 『図書館情報学の課題と展望』編 勉誠出版 (図書館・情報メディア双書 2001

### 翻訳
- C.E.フォルサム『星からDNAへ 物質進化と生命の誕生』サイエンス社 1980
- Chemical Abstracts Service [編]『実用ケミカルアブストラクツの使い方』北村彰英共訳 講談社 1983
- ヘッダ・シュルツ『CASオンライン入門』地人書館 1989